# 虎尾壟語音系
虎尾壟語音系(Favorlang phonology)為虎尾壟語之音系。

## 書寫系統
虎尾壟語（Favorlang）基本上使用21個拉丁字母，與一個二合字母(ch)。其餘字母(c,f,v,x,y)用在增音、特殊表示，及外來語上。
| 大寫字母 | A | B | Ch | D | E | G | H | I | J | K | L | M | N | O | P | Q | R | S | T | U | W | Z |
| 小寫字母 | a | b | ch | d | e | g | h | i | j | k | l | m | n | o | p | q | r | s | t | u | w | z |

## 音系語詞
語彙的揭取與正詞以《虎尾壟語詞典》為主，其它的語料為輔。現存詞語如下：
- 普通名詞：[4]

ch-imit/保護,chach-imit/支配之地(國家),torro/我等,namo/咱們,adass/榮譽,ipa-dass/被讚譽之,ipa-dass-a/被讚譽吧!,sai/來,ipa-saij/令來吧!,ior/贊成、服從,ipa-i-jorr/令被人心服!,aija/贈物,pia-dai/皆,ab’o/寬恕,ab’o-e/寬恕吧!,aap/工作,tatáap/事業,kossi/不從順(惡),rapies/惡,罪,parapies/行惡,hai/禁,sabas/試,ipa-sabas/令試.

## 音變合併
從音變過程不但可以觀察出語種之間的連繫關係，亦可以看出語種在時間的流程上之演化進程。虎尾壟語之語音經過一連串的音變及合併過程。除了 *t, *s, *Z > /t/ 語音合併外，所有的音變都同於西部平原的台灣南島語諸如：道卡斯語、巴布薩語、巴布拉語、洪雅語，以及邵語等語言。
1. 原始南島語 *n 與 *ŋ[ng] 合併為 /n/
2. *t、*s、*Z 合併為 /t/
3. *N 和 *S1 合併為 /s/
4. 完全喪失 *k、*q、*H 等語音
5. 部分喪失 *R、*j 語音，包括喪失尾音 *-y 及 *-w
6. *s (在開頭及中間位置) > /t/

## 參閱
- 虎尾壟語語法

## 外部連結
- ABVD: Favorlang/Naoyoshi Ogawa (2003)
- ABVD: Favorlang/Ferrell (1969)
- ABVD: Proto-Austronesian/Blust(PAN), R (1999)
- ABVD: Proto-Austronesian(PAN)/Zorc (1995)
- How Taiwan Became Chinese（页面存档备份，存于） （英文）
- YouTube上的Myth(神話/song)
- 南島語讀書會 （页面存档备份，存于）
- 語言學英漢對照表/香港理工大學